# Willie Moir
Pour les articles homonymes, voir Moir.
William Moir (né le 19 avril 1922 à Aberdeen et mort en 1988), plus connu sous le nom de Willie Moir, est un joueur et entraîneur de football écossais d'après-guerre.

## Biographie
Il signe à Bolton pendant les années de la Seconde Guerre mondiale et fait ses débuts professionnels dans la ligue en 1946-47. Avec son coéquipier Nat Lofthouse, il finit meilleur buteur de la Football League First Division en 1948-49 avec 25 buts puis continue à inscrire un bon nombre de buts durant les saisons suivantes avec son coéquipier.
Moir est le capitaine lorsque Bolton gagne 3–1 contre Blackpool en finale de la FA Cup 1953, et inscrit un but lors du match. Deux ans plus tard, il quitte le club et rejoint Stockport County où il passe les deux dernières années en tant qu'entraîneur-joueur. Il quitte Stockport County en 1960. 
Il meurt en 1988 à l'âge de 66 ans.

## Palmarès
Bolton Wanderers FC
- Meilleur buteur du Championnat d'Angleterre de football (1) :
  - 1949: 25 buts.
- Finaliste de la FA Cup (1) :
  - 1953.

## Sources
- (en) Ivan Ponting et Barry Hugman, The Concise Post War History of Bolton Wanderers, Repvern Publishing, 1994 (ISBN 978-1-869833-27-5)
- (en) Willie Moir, Post War English & Scottish Football League A – Z Player's Database